# Amerikanische Kapelle Bremerhaven
Die Amerikanische Kapelle Bremerhaven im Stadtteil Bremerhaven-Weddewarden, Amerikaring 9, stammt aus der Mitte des 20. Jahrhunderts.
Das Gebäude wird aktuell (2023) als Museum genutzt.
Das Gebäude steht seit 2023 unter Bremischem Denkmalschutz.

## Geschichte
Das eingeschossige verklinkerte Gebäude mit Satteldach, Dachreiter für die Glocke, Vorhalle mit Vordach unter Satteldach und innen mit einem sichtbaren Holztragewerk als Scherenbinder, wurde um 1952 für die United States Army nach deren Plänen auf einem ehemaligen Fliegerhorst der Luftwaffe gebaut. Das Gelände wurde aufgrund seiner Nähe zu den Häfen Bereitstellungsraum (Staging Area, später Carl-Schurz-Kaserne) der amerikanischen Armee.

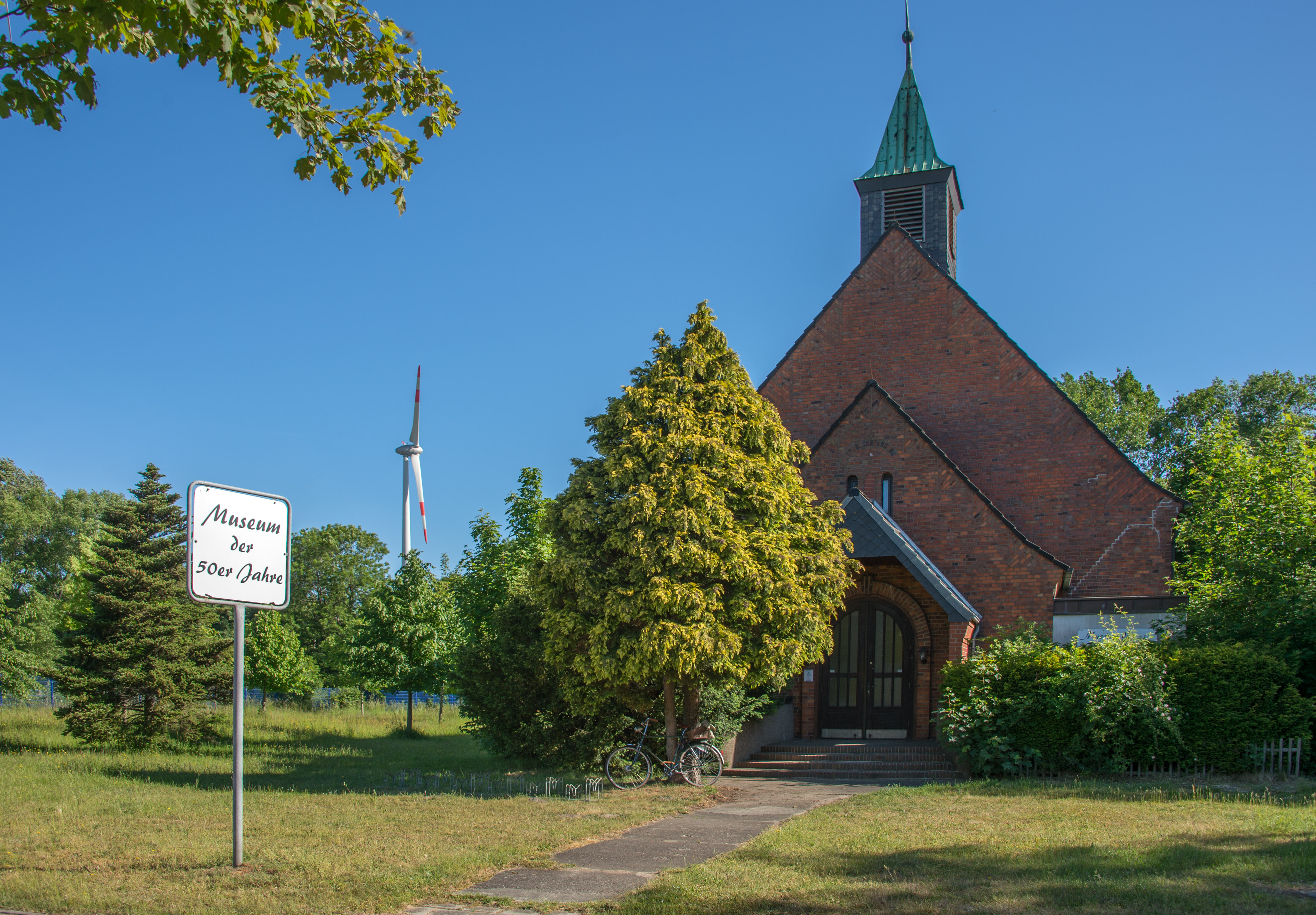
Kapelle als Museum

Die Kapelle gehört zu einem standardisierten Prototyp eines US-militärischen Bauprogramms von 1939 als Regimental Chapel für den Militärgottesdienst u. a. der 29th Infantry Division und war den protestantischen Kirchenhäusern Neuenglands nachempfunden, um ein vertrautes Bauwerk für die Amerikaner zu schaffen. Die Kapelle sollte von allen Konfessionen genutzt werden können.
Beinahe 50 Jahre war hier die US-Armee stationiert. Bremerhaven war in der Nachkriegszeit für die US-Armee der Port of Embarkation; Stadt und Bevölkerung wurden dadurch in besonderem Maße geprägt. Auch für viele US-Soldaten fand hier der erste Kontakt zu Deutschland statt. Die Carl-Schurz-Kaserne und ihre Soldatensender-Filiale American Forces Network (AFN) sowie viele US-Wohnsiedlungen hatten für die Nachkriegsgeschichte Bremerhavens eine Bedeutung.
Die Kapelle dient als Museum der 50er Jahre, das ab Mitte 2000 in Cuxhaven betrieben wurde und Anfang August 2005 in Bremerhaven neu eröffnete. Die Anwesenheit der Amerikaner seit 1945 war in den 1950er Jahren für West-Deutschland prägend.
Die Amerikaner haben 1993 Bremerhaven nahezu komplett verlassen; 1100 Ziviljobs in der Kaserne gingen verloren. Leerstand und Abrisse prägten die folgende Zeit, unterbrochen durch verschiedene Sondernutzungen.
Das Areal der Kaserne wurde ab den 2000er Jahren zum Industrie- und Dienstleistungsgebiet Carl Schurz, als Teil des 270 Hektar großen LogInPort.
Das Landesamt für Denkmalpflege Bremen befand: „… Für die Untersuchung des Erinnerungs- und Zeugniswerts ehemaliger Militärstützpunkte … ein wertvolles Anschauungsobjekt.“